# سفارة دولة ليبيا لدى البحرين
سفارة دولة ليبيا لدى البحرين هي البعثة الدبلوماسية لدولة ليبيا لدى مملكة البحرين، وتقع بالعاصمة المنامة.